# Santibáñez de Béjar
Santibáñez de Béjar település Spanyolországban, Salamanca tartományban. Santibáñez de Béjar La Cabeza de Béjar, Guijo de Ávila, Cespedosa de Tormes, Puente del Congosto, Medinilla, Sorihuela és Nava de Béjar községekkel határos. Lakosainak száma 444 fő (2024).

## Népesség
A település népessége az elmúlt években az alábbi módon változott:
| Lakosok száma | 646  | 618  | 582  | 554  | 523  | 494  | 476  | 461  | 461  | 444  |
|               | 2001 | 2004 | 2007 | 2009 | 2012 | 2014 | 2017 | 2019 | 2022 | 2024 |